# Mattia Preti

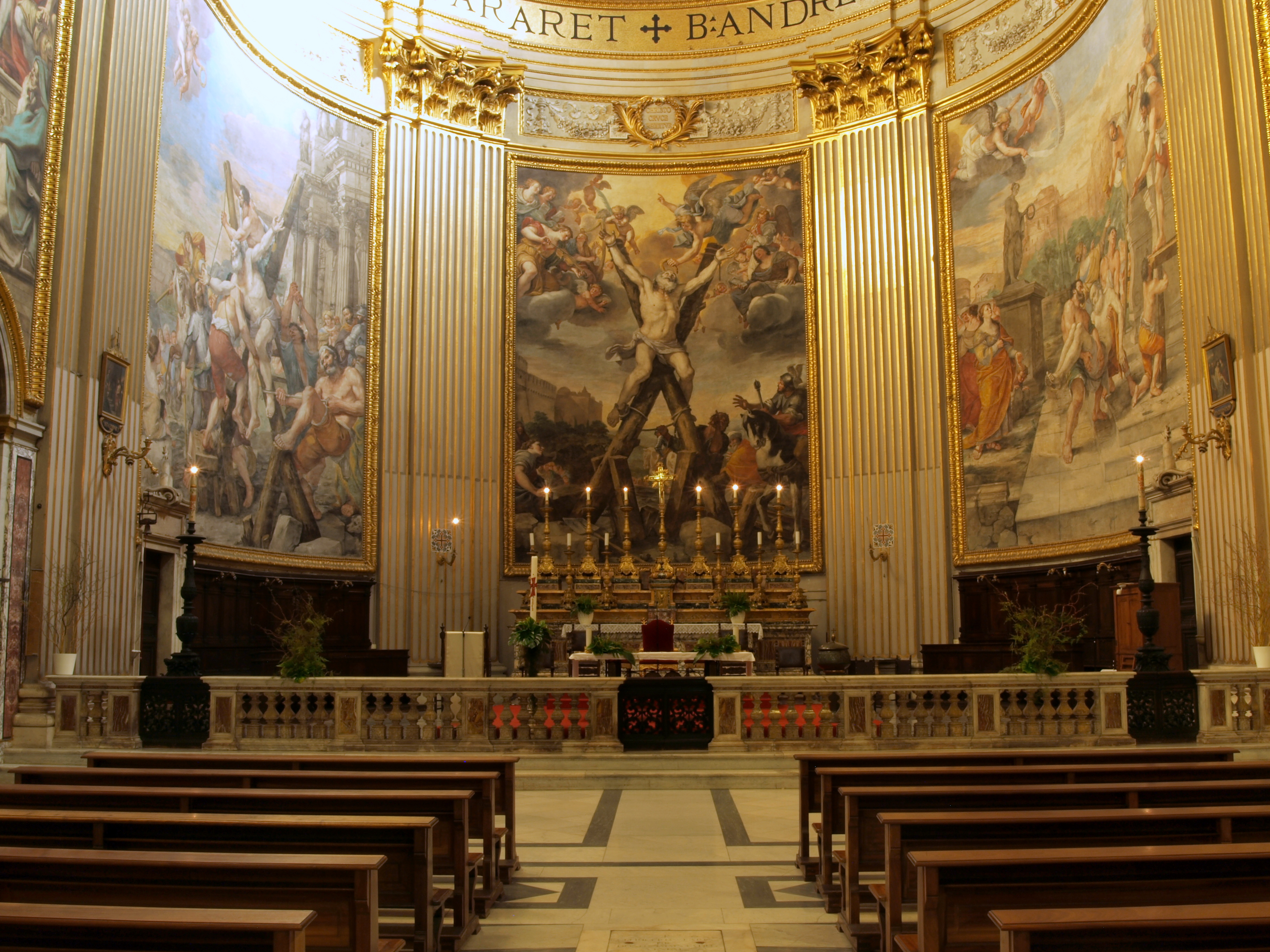
Högkoret i Sant'Andrea della Valle med Den helige Andreas martyrium i mitten.

Mattia Preti, kallad Il Calabrese, född 24 februari 1613 i Taverna, Kalabrien, död 3 januari 1699 i Valletta, Malta, var en italiensk målare under barocken. Han var elev till Guercino.
Mattia Preti fick sin utbildning i Rom och Venedig men räknas till den neapolitanska skolan, vars kraftiga naturalism och skarpa ljusdunkel han anammade. Han var en av barockens främsta dekoratörer och utförde fresker och tavelbilder i Neapel och Rom, bland annat i kyrkan Sant'Andrea della Valle, med motiv ur den kristna traditionen.
Han utförde senare dekorationer i kartusiankapellet i Neapel samt fresker i katedralen i Valletta.

## Verk i urval
- Fresker i högkoret – Sant'Andrea della Valle[2]
  - Den helige Andreas fästs vid korset
  - Den helige Andreas död på korset
  - Den helige Andreas begravning
- Scener ur den helige Carlo Borromeos liv – San Carlo ai Catinari[3]
- Kristi gisslande, kapitelsalen – San Giovanni Calibita[4]